# اتسهوهه
شهر اتسهوهه در ایالت اشلسویگ-هل‌اشتاین در کشور آلمان واقع شده‌است.